# Naučná stezka Babiččino údolí
Naučná stezka Babiččino údolí je značená turistická trasa v okrese Náchod. Spojuje Českou Skalici, Ratibořice a Rýzmburk u Žernova. Značná část trasy prochází NPP Babiččino údolí, které ji dalo název. Její délka je cca 7,5 km a nachází se na ni 25 zastavení. V provozu je od roku 1981.

## Vedení trasy

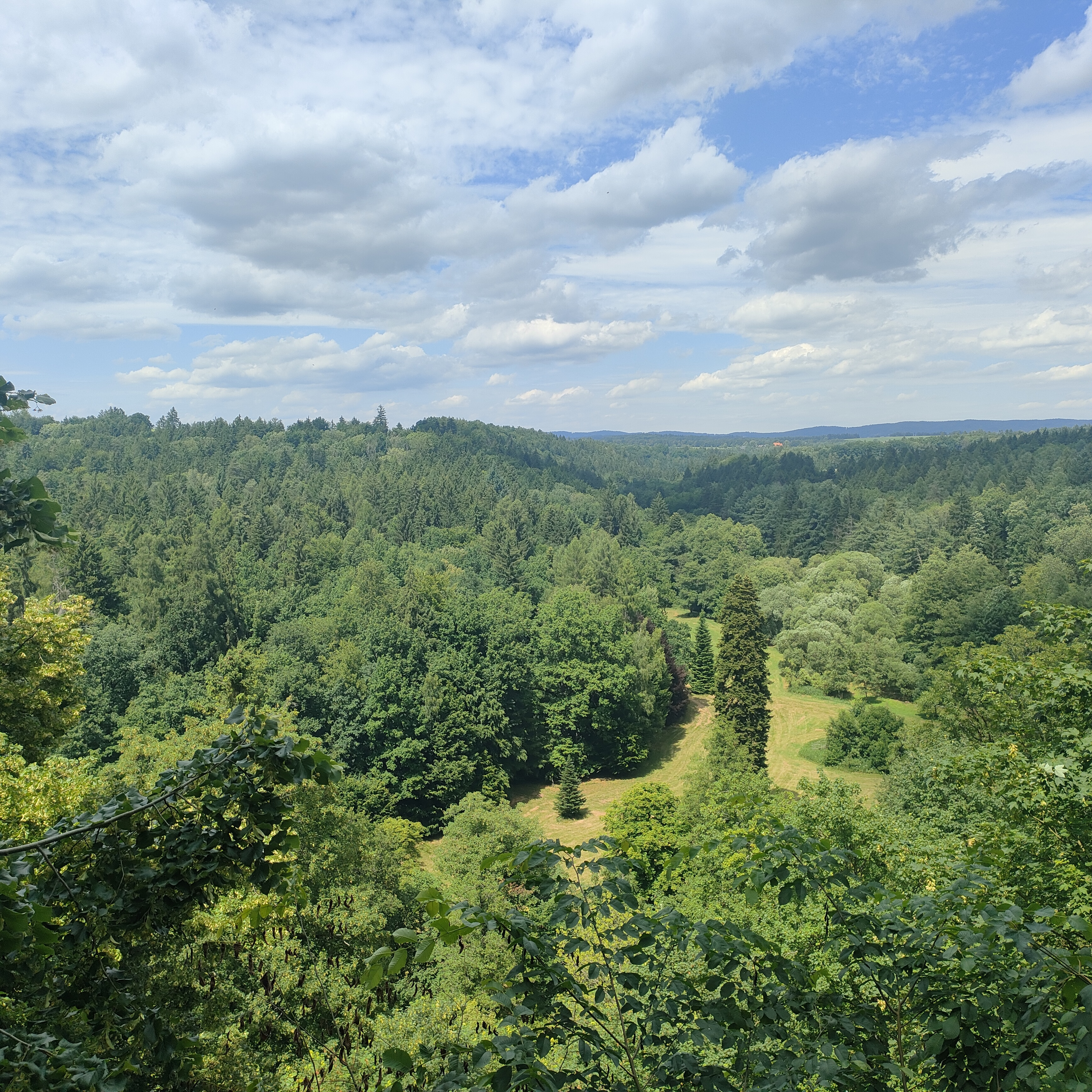
Výhled na Babiččino údolí od Rýzmburského altánu

Naučná stezka začíná v České Skalici, v části Malá Skalice, u Barunčiny školy v ulici Boženy Němcové, odkud pokračuje na ulici Edvarda Beneše (silnice II/304) po mostě přes Úpu, okolo Maloskalické tvrze, Muzea Boženy Němcové a kostela Nanebevzetí Panny Marie doprava do Havlíčkovy ulice, přičemž na rozcestí Malá Skalice–muzeum B. Němcové se dává znovu doprava a toutéž ulicí vede ven z města. Na konci ulice se stáčí doleva a spolu s červenou turistickou značkou a NS Po stopách erbu zlatého třmene vstupuje do Babiččina údolí u rozcestí Bažantnice (napojení na Turistickou trasu 7388). V údolí vede proti proudu jednoho z přítoků Úpy, okolo loveckého pavilonu do Ratibořic. V Ratibořicích prochází zámeckým parkem a okolo zámku míří dále k panskému hostinci a sousoší Babičky s vnoučaty. Tady se k nim z pravé strany připojuje NS Jakuba Míly a všechny tři NS pokračují vlevo okolo Starého bělidla a Viktorčina splavu k Bílému mostu. Po něm se dostávají přes Úpu k rozcestí Pohodlí, kde odbočuje naučná stezka z páteřní červené turistické trasy, která jinak vede napříč celým údolím dál směrem k Pohodelské lávce a Červenému mostu. Trasa vede do Rýzmburka, kde tato NS končí. Trasu v údolí z velké části kopíruje Cesta Boženu Němcové, která leží na Východočeské svatojakubské cestě.

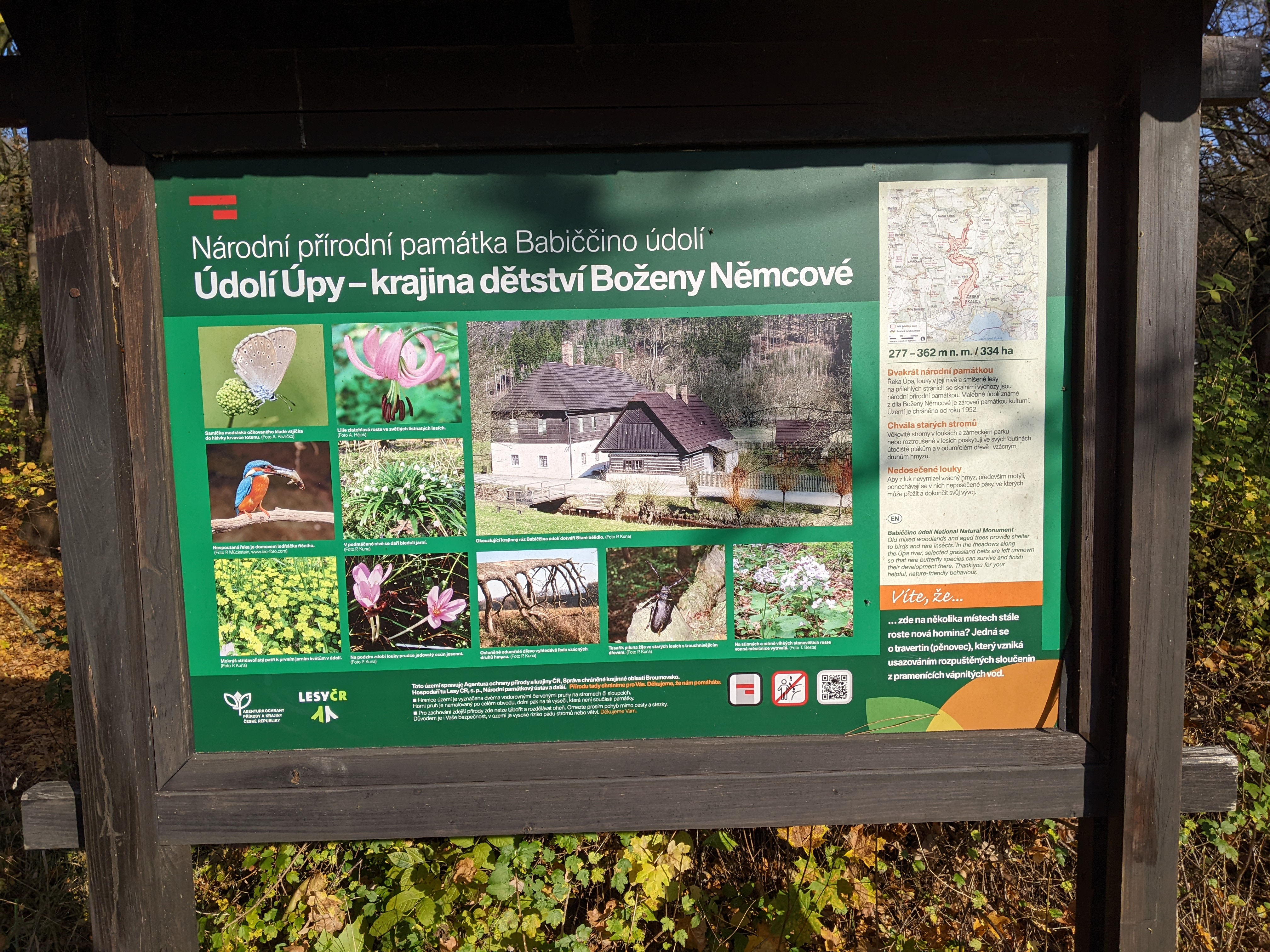
NPP Babiččino údolí - infotabule u vstupu do chráněného území
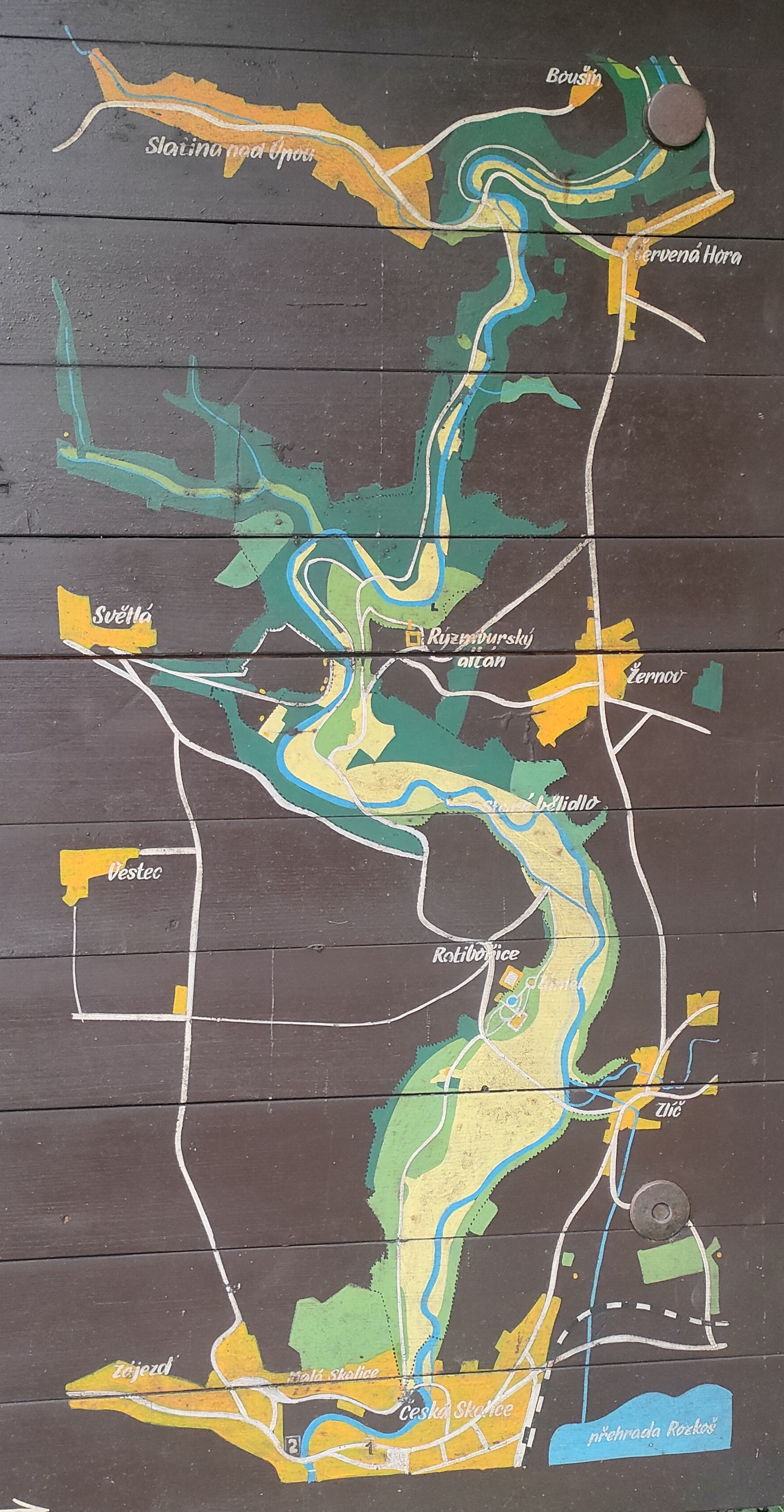
Turistický plánek Babiččina údolí v rámci naučné stezky podél Úpy
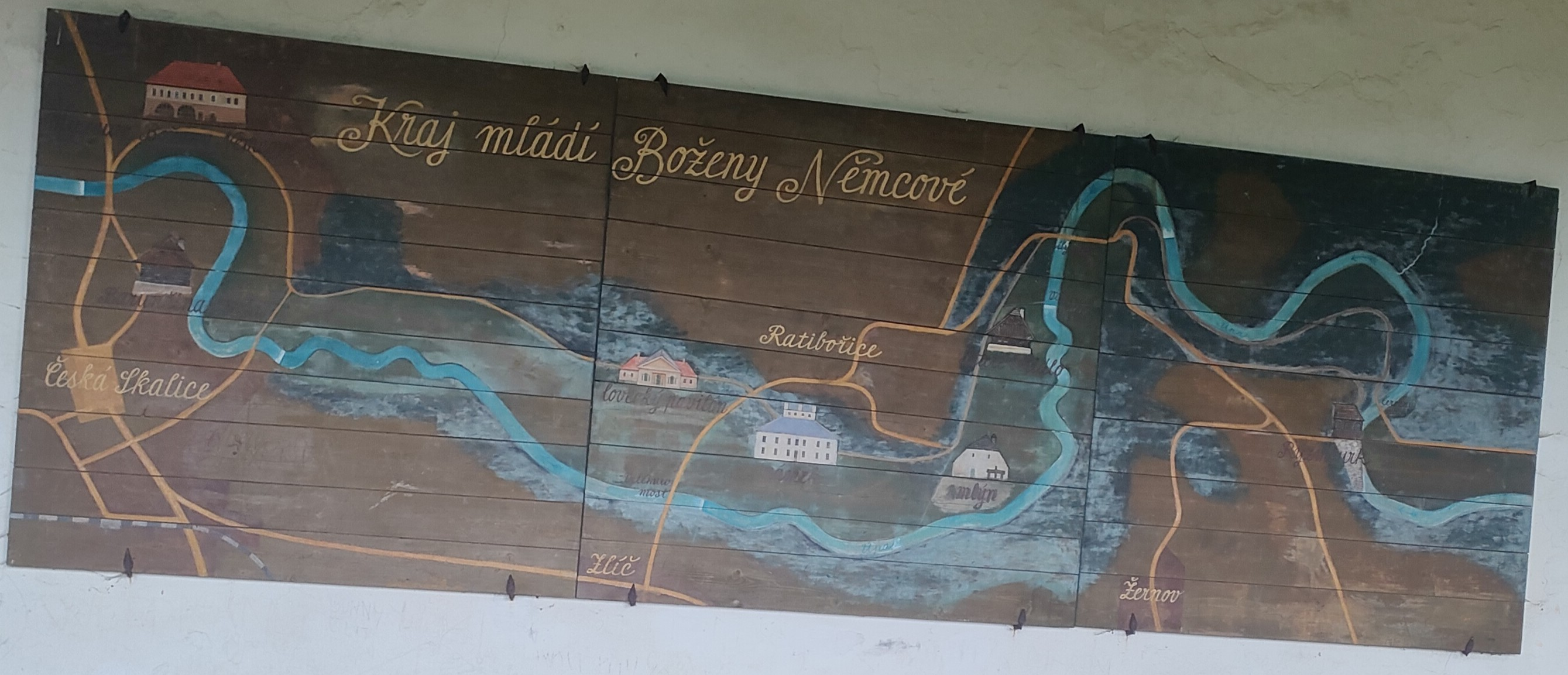
Malovaná mapa Babiččina údolí v Rýzmburském altánu
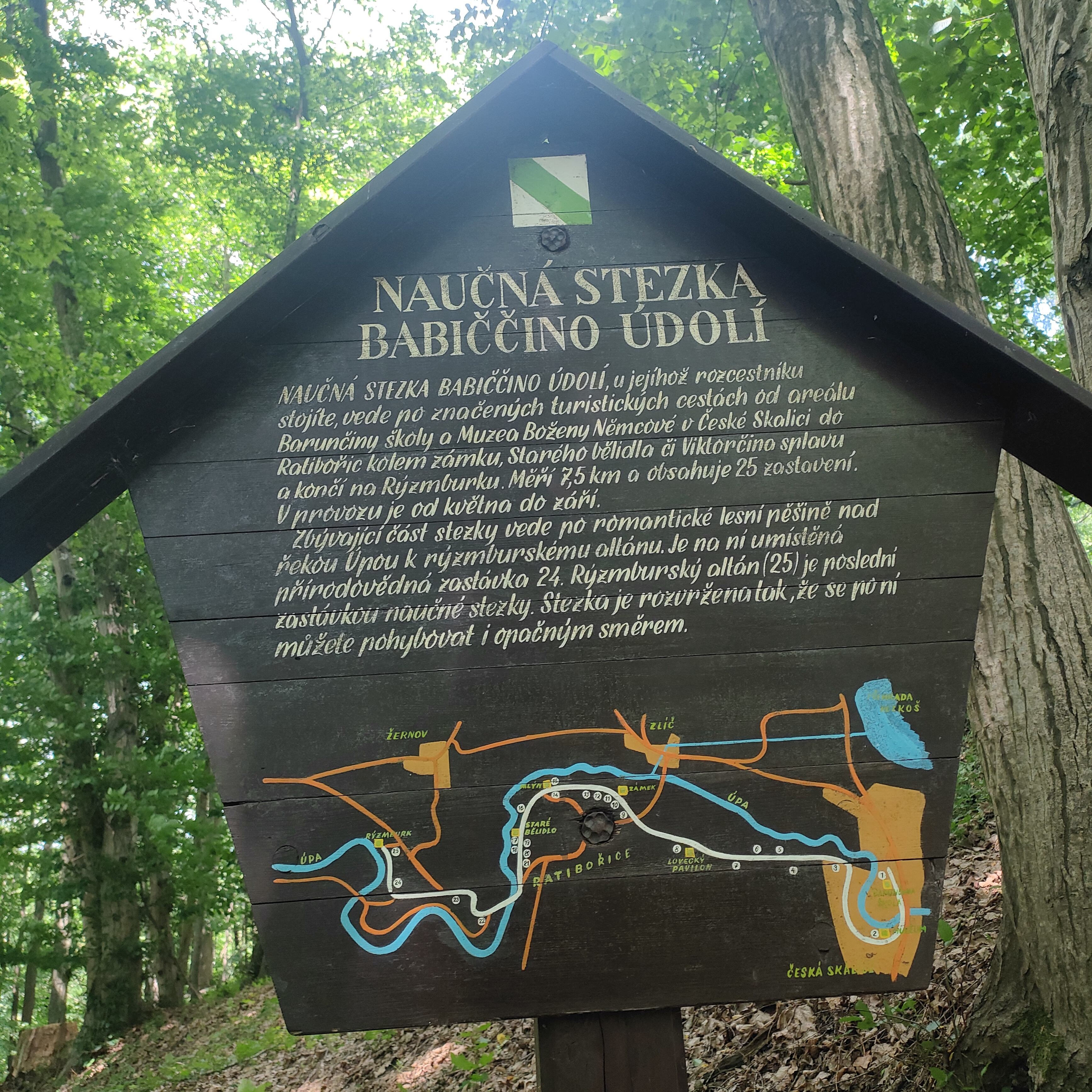
NS Babiččino údolí - popis celé trasy u zříceniny hradu Rýzmburk
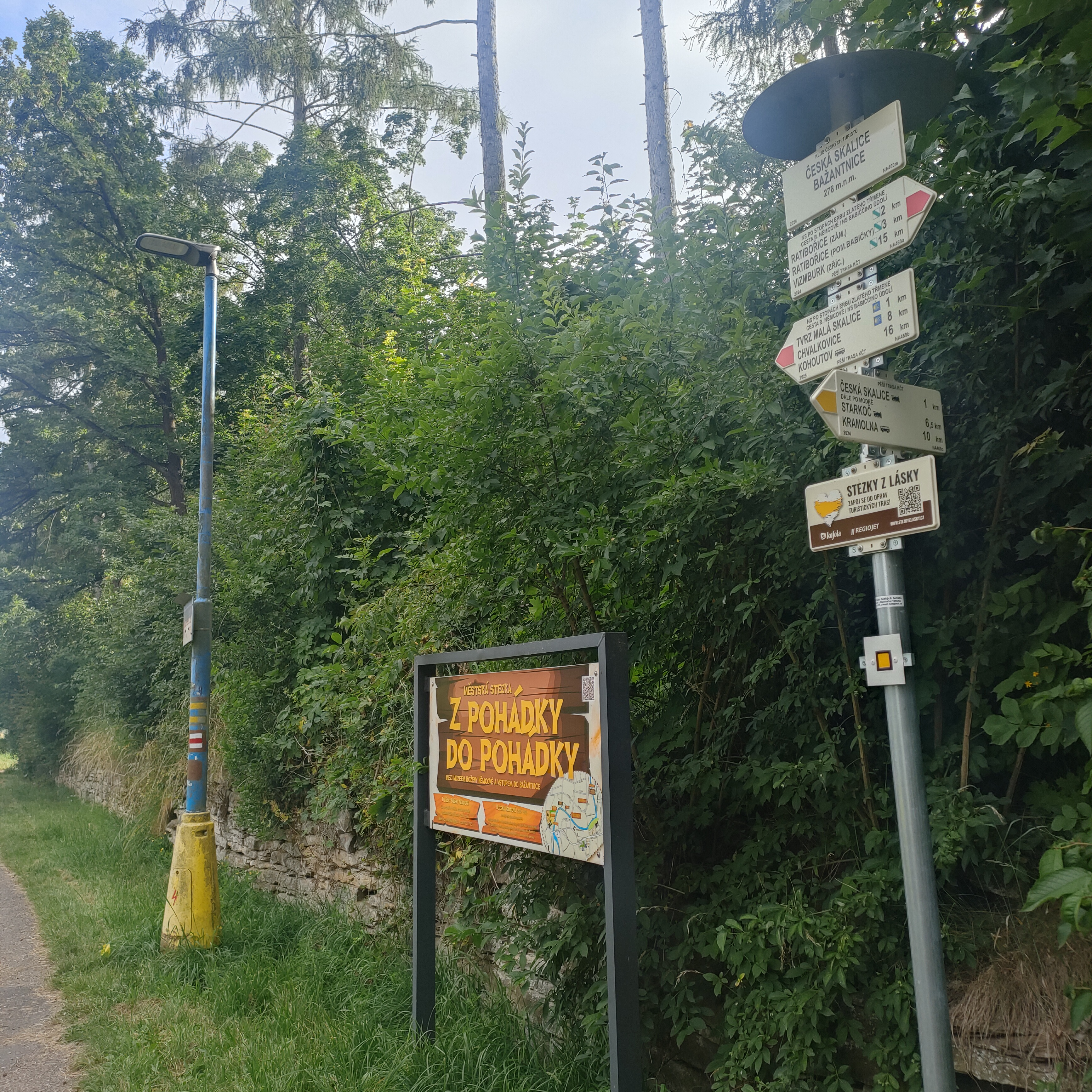
Rozcestí Česká Skalice - Bažantnice
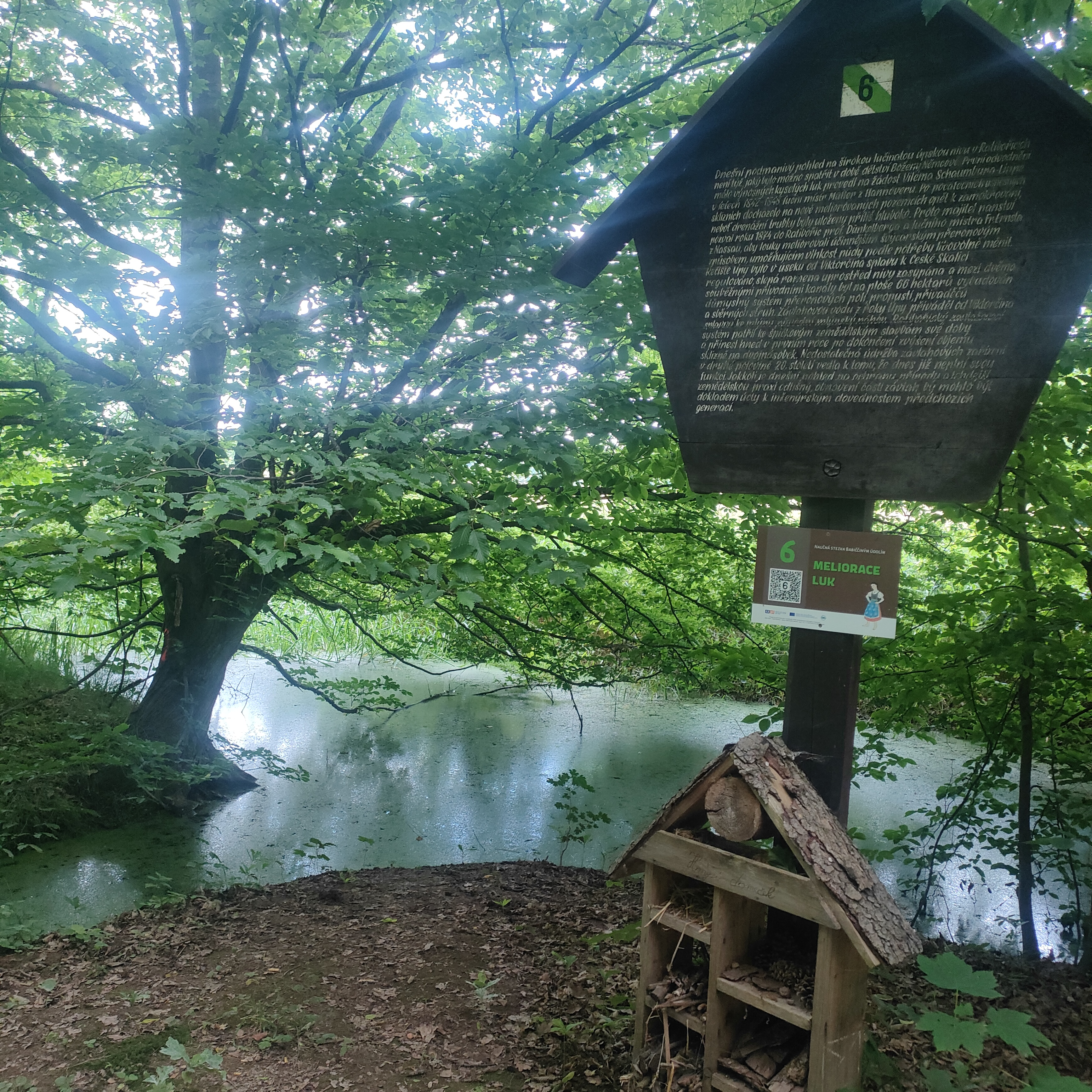
Zastaveni č. 6 na naučné stezce (Meliorace ratibořických luk)

## Zastavení

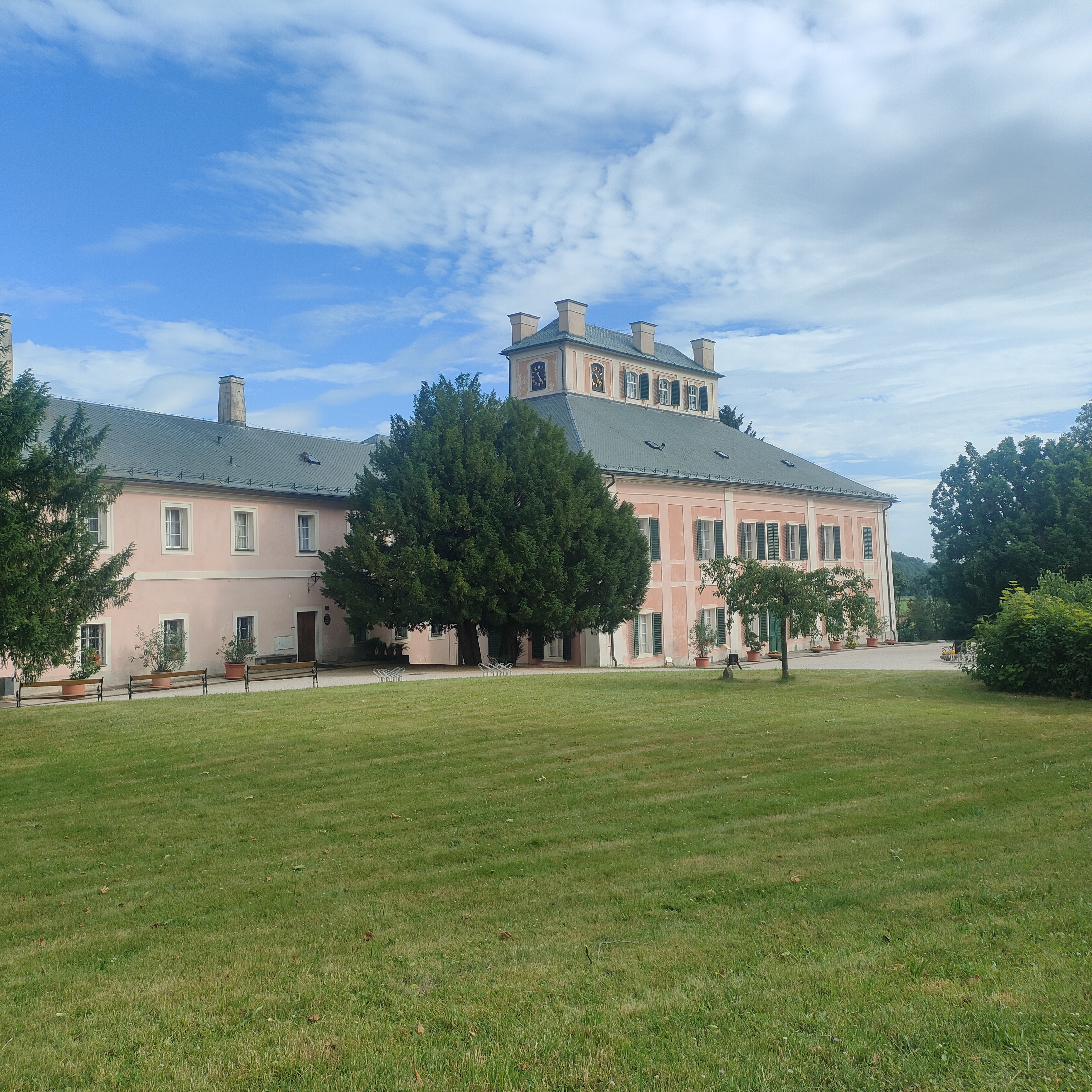
Zámek Ratibořice v empírovém duchu

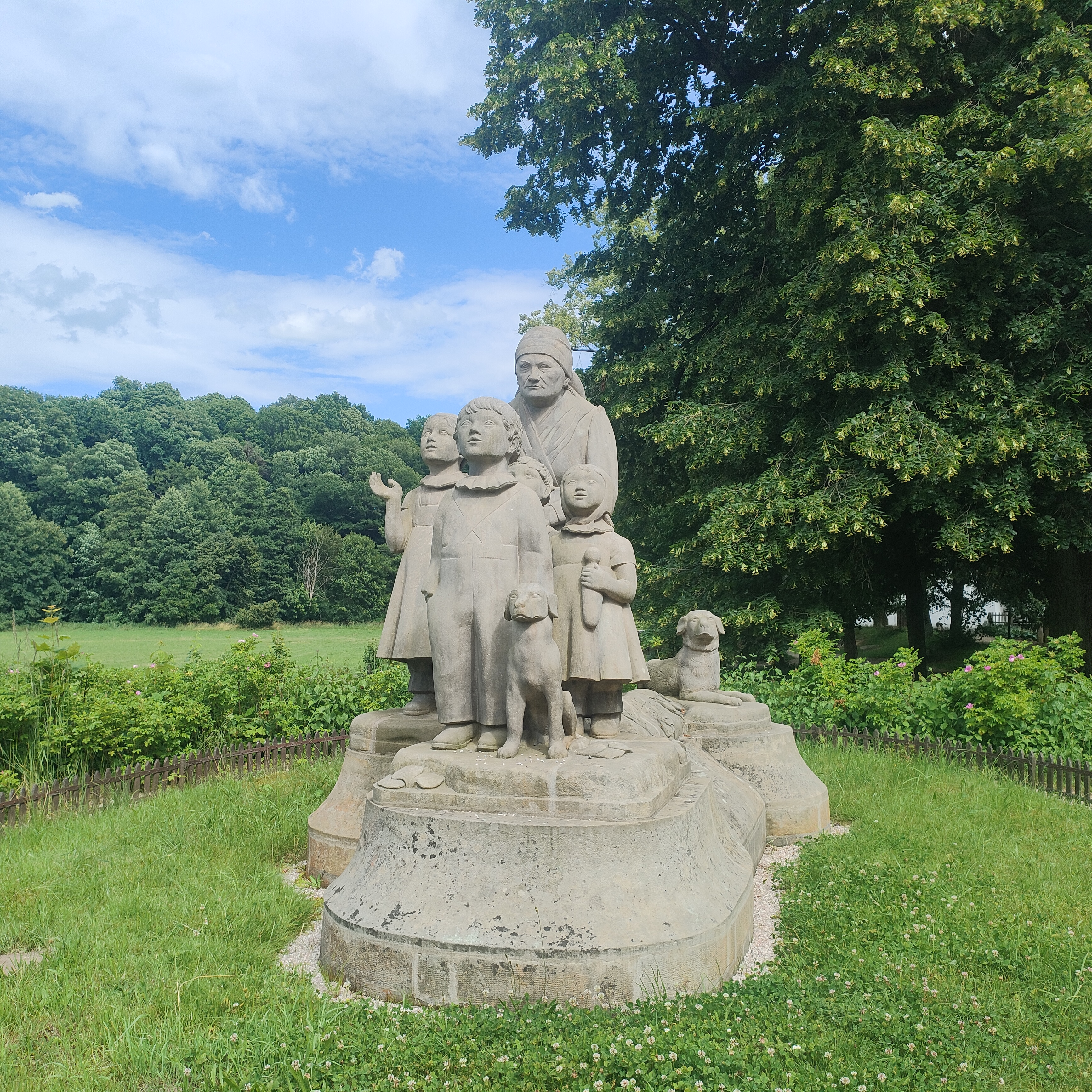
Pomník Babička s dětmi v Ratibořicích

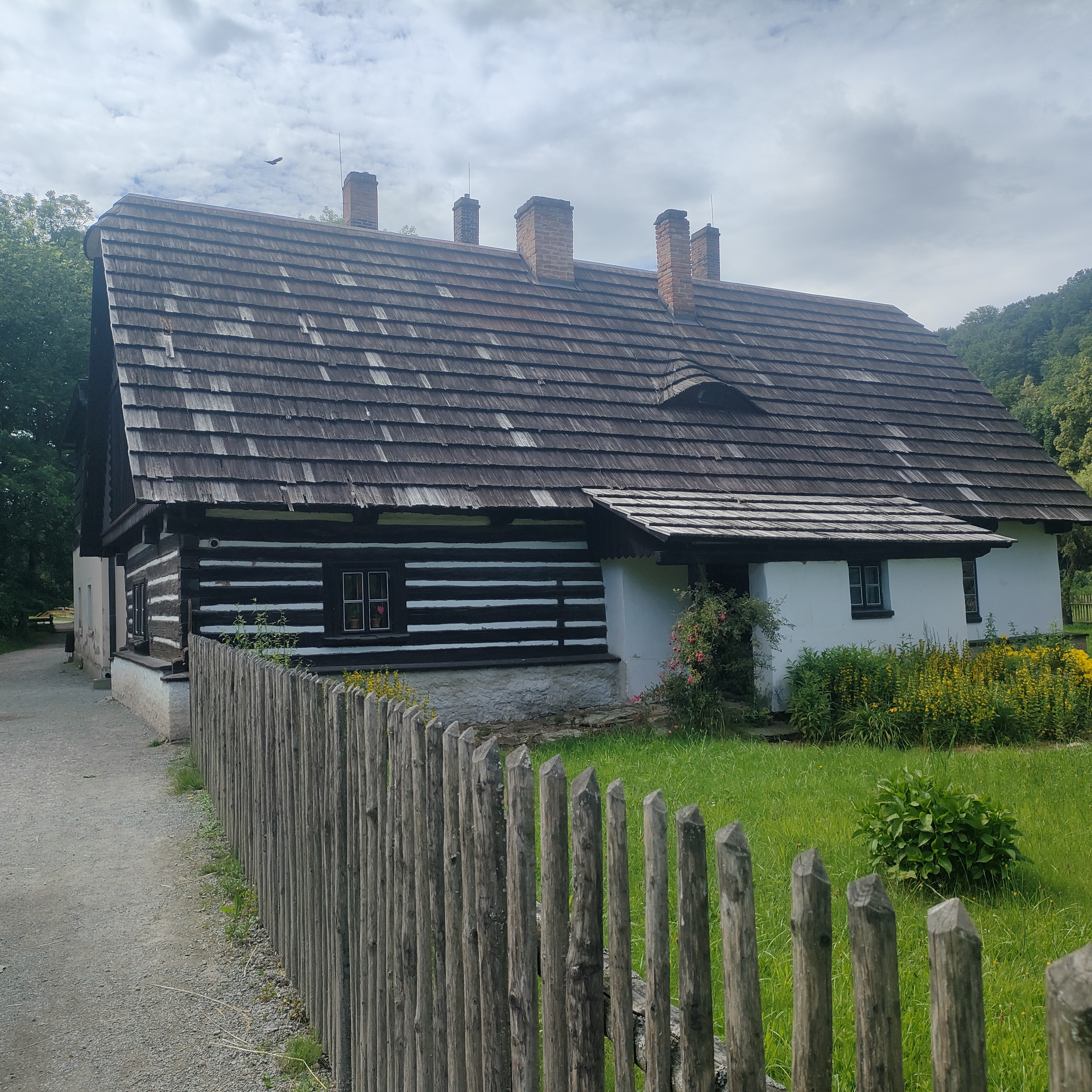
Roubená chalupa na Starém bělidle v údolí Úpy

- Areál Barunčiny školy

- Muzeum Boženy Němcové
- Historie údolí
- Geologie údolí
- Údolí a Božena Němcová
- Meliorace ratibořických luk
- Bažantnice
- Lovecký pavilon
- Ratibořický zámek
- Zámecký park
- Zámecký park

- Zámecký park

- Byt rodiny Panklovy
- Pomník Babička s dětmi
- Ratibořický mlýn
- Staré bělidlo
- Řeka Úpa
- Geologie údolí
- Půdní typy

- Život v řece
- Břehové porosty
- Klima v údolí
- Stromy a rostliny
- Živočichové
- Rýzmburský altán

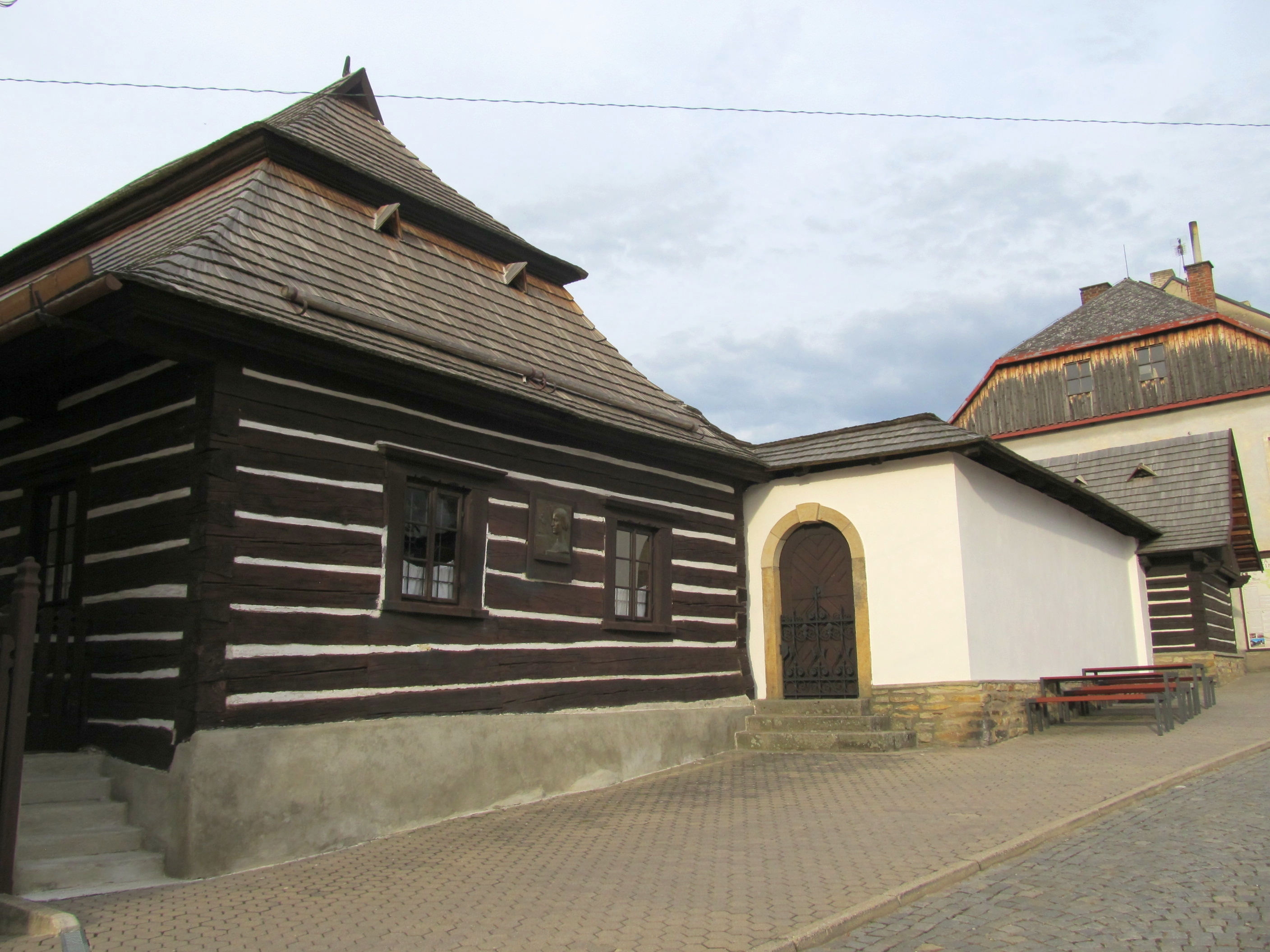
Areál Barunčiny školy v České Skalici
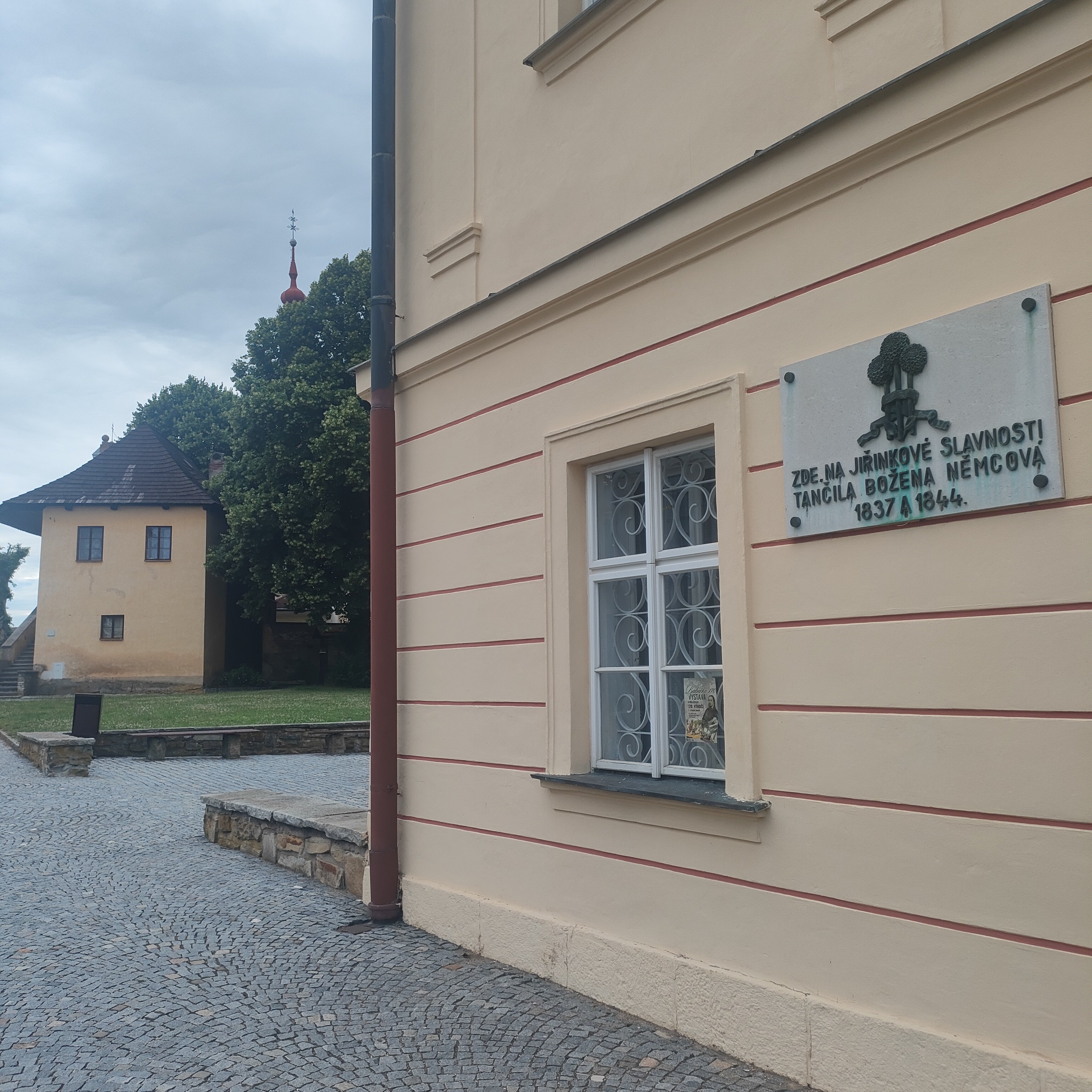
Pohled na pamětní desku a budovu Muzea Boženy Němcové v České Skalici
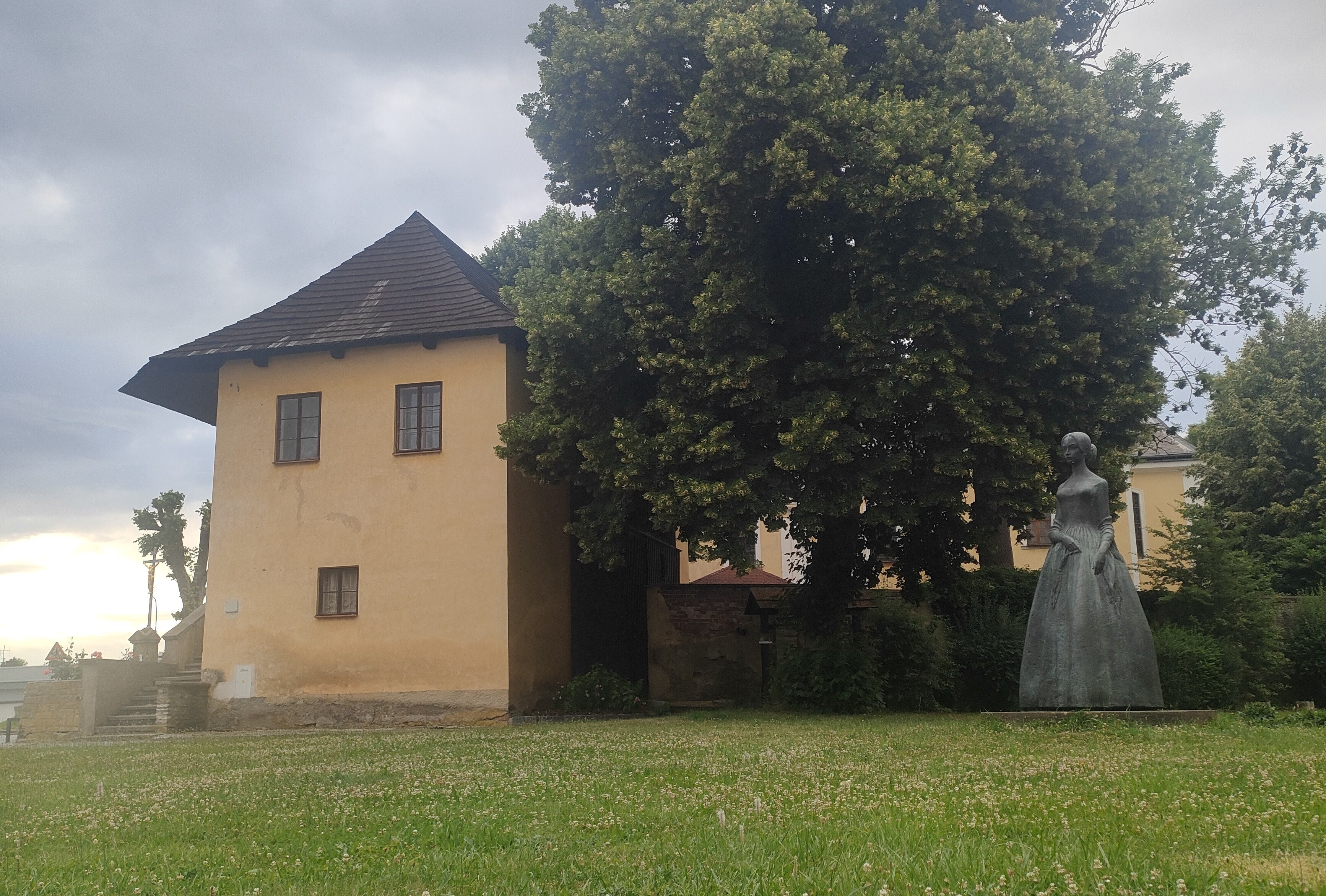
Prostor u Maloskalické tvrze (Muzeum Boženy Němcové) s pohledem na místní faru a sochu spisovatelky
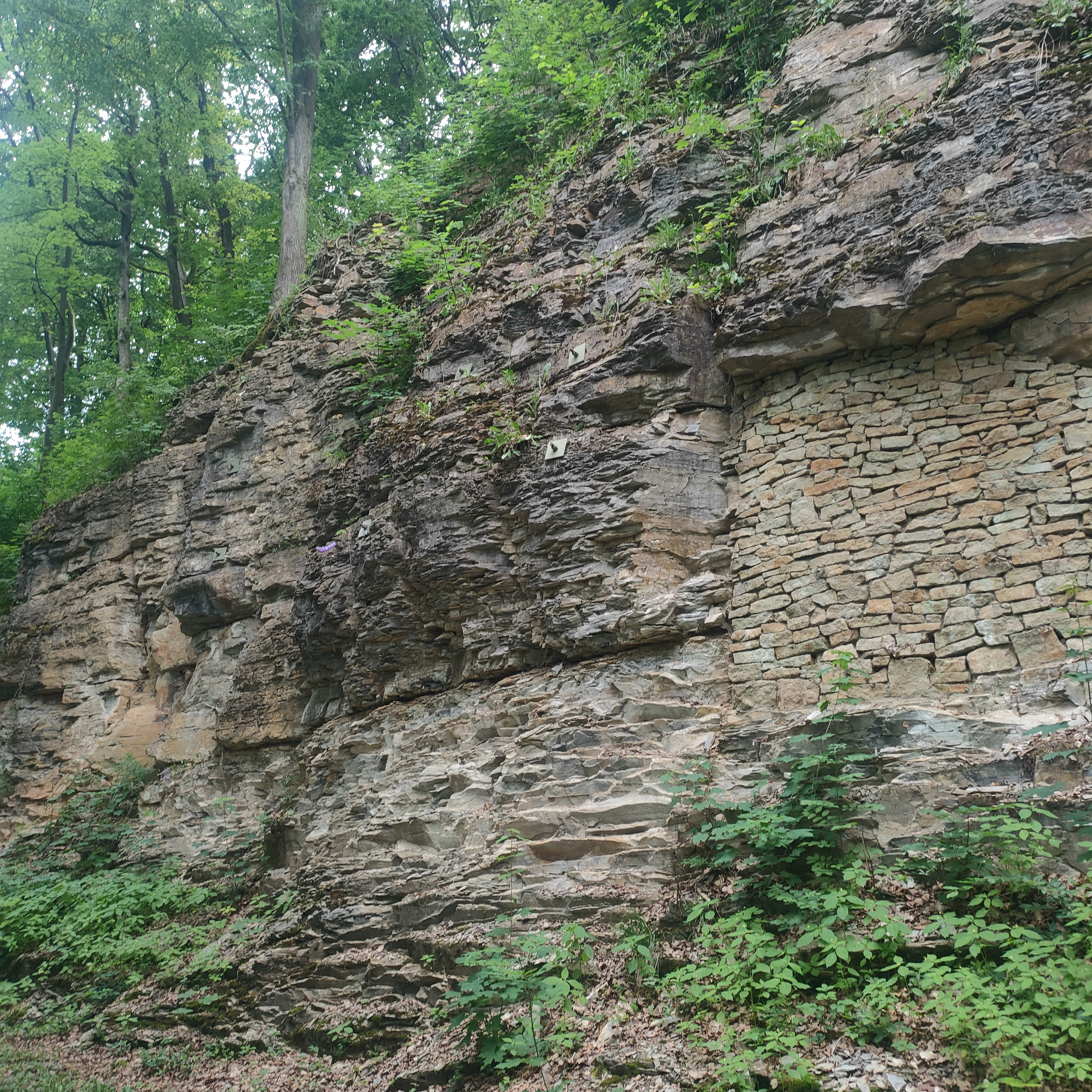
Skalnaté podloží podél Úpy u vstupu do Babiččina údolí u Bažantnice
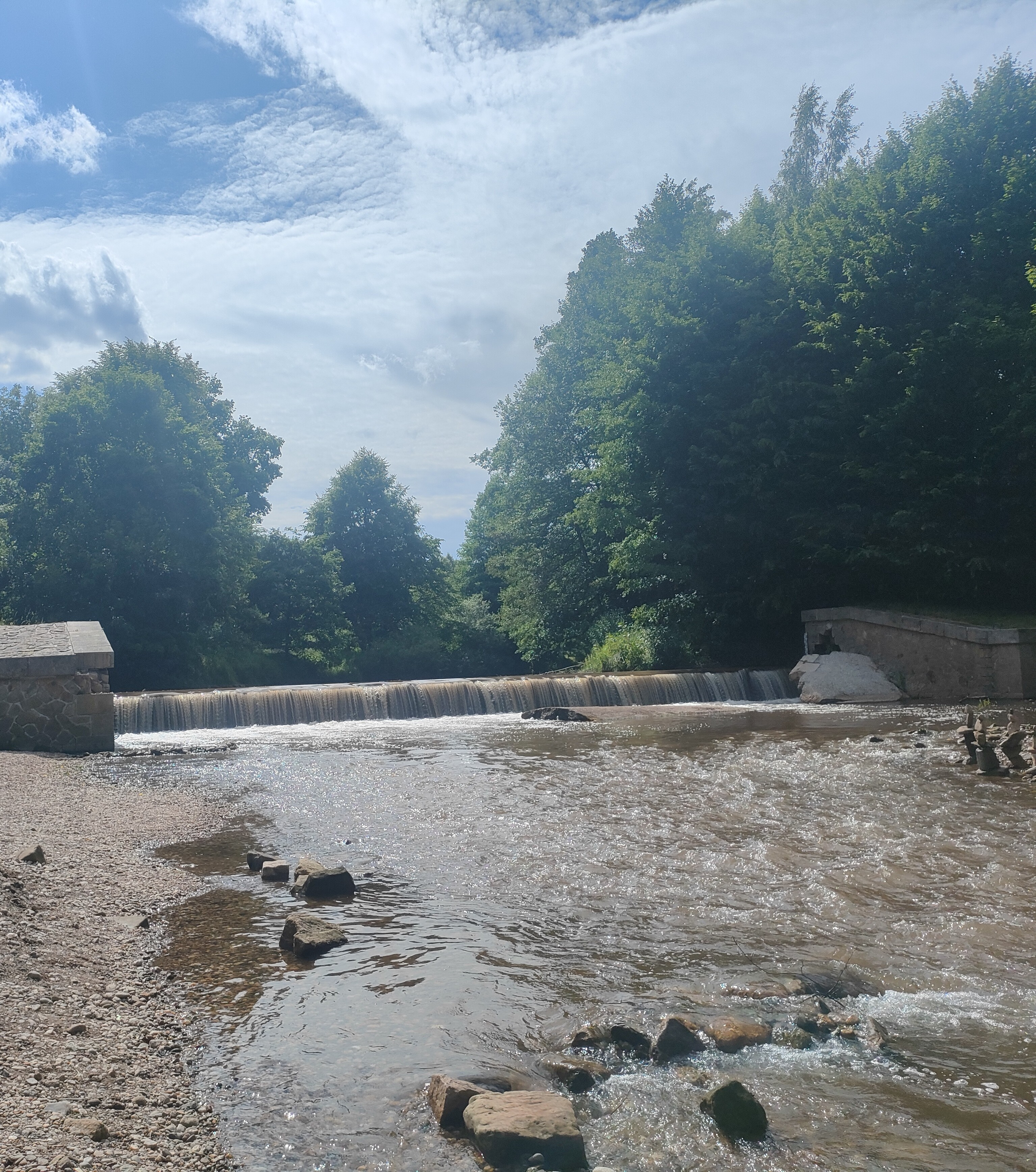
Viktorčin splav v Babiččině údolí
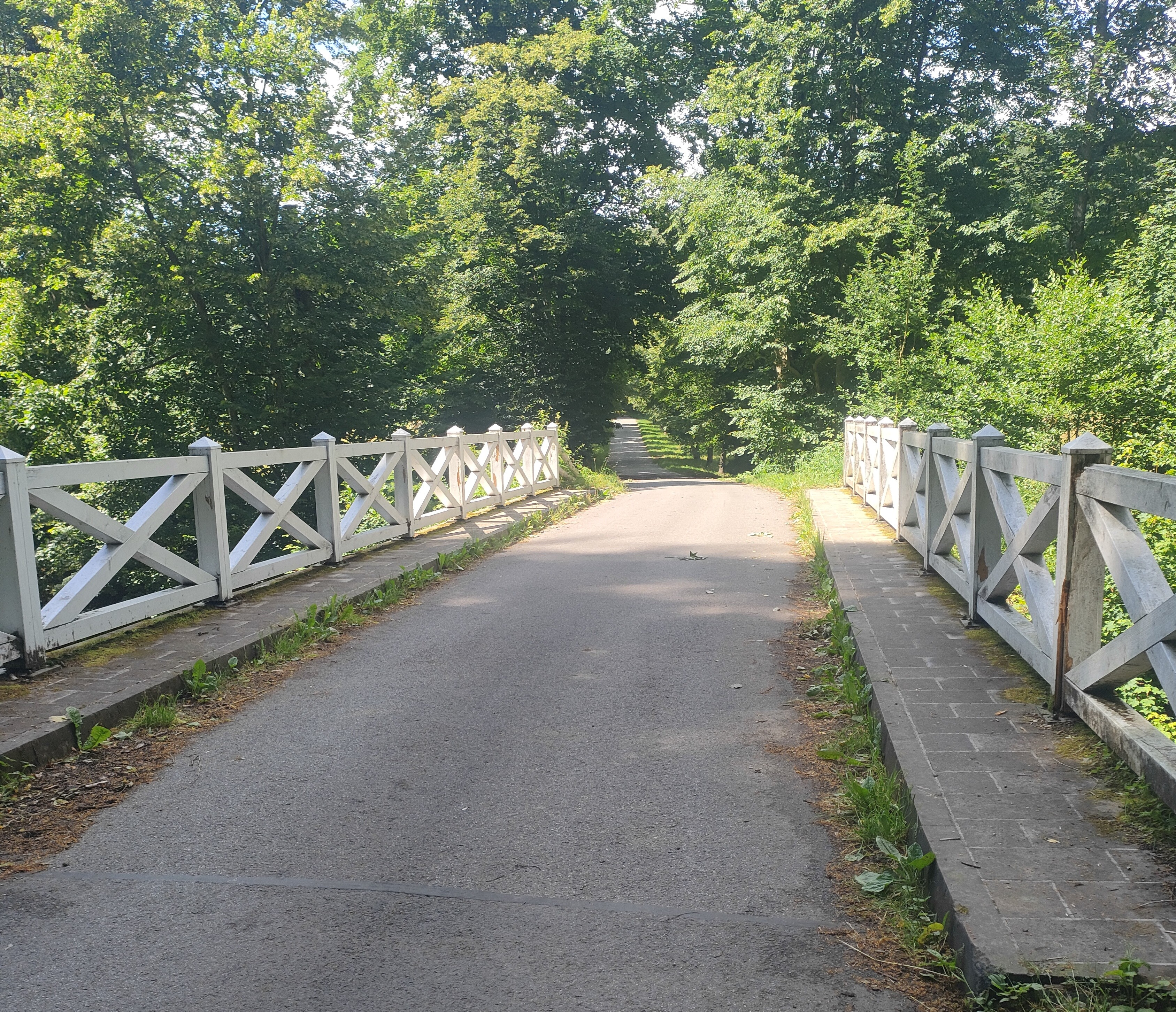
Bílý most přes řeku Úpu
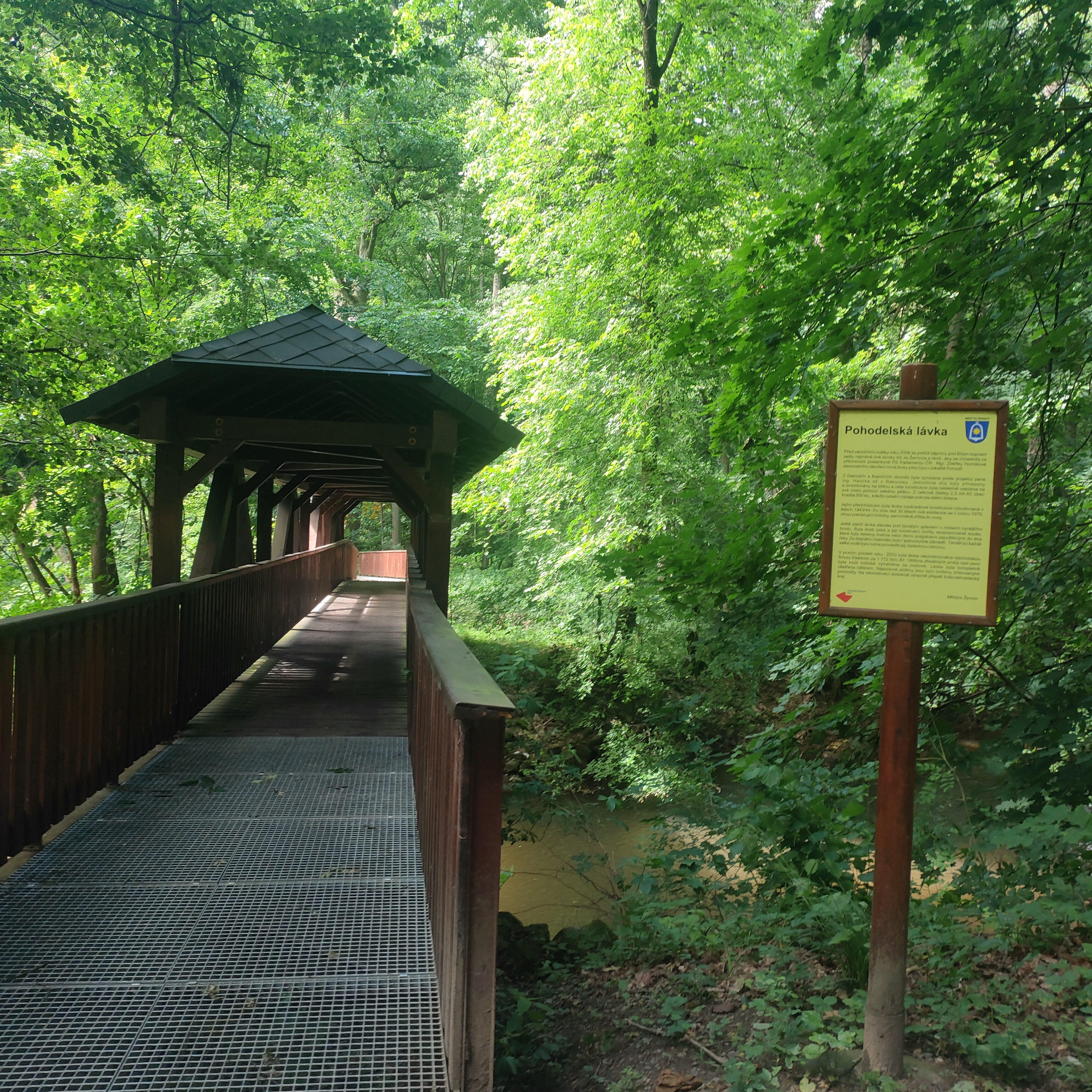
Pohodelská lávka - odbočka na hlavní červenou turistickou trasu
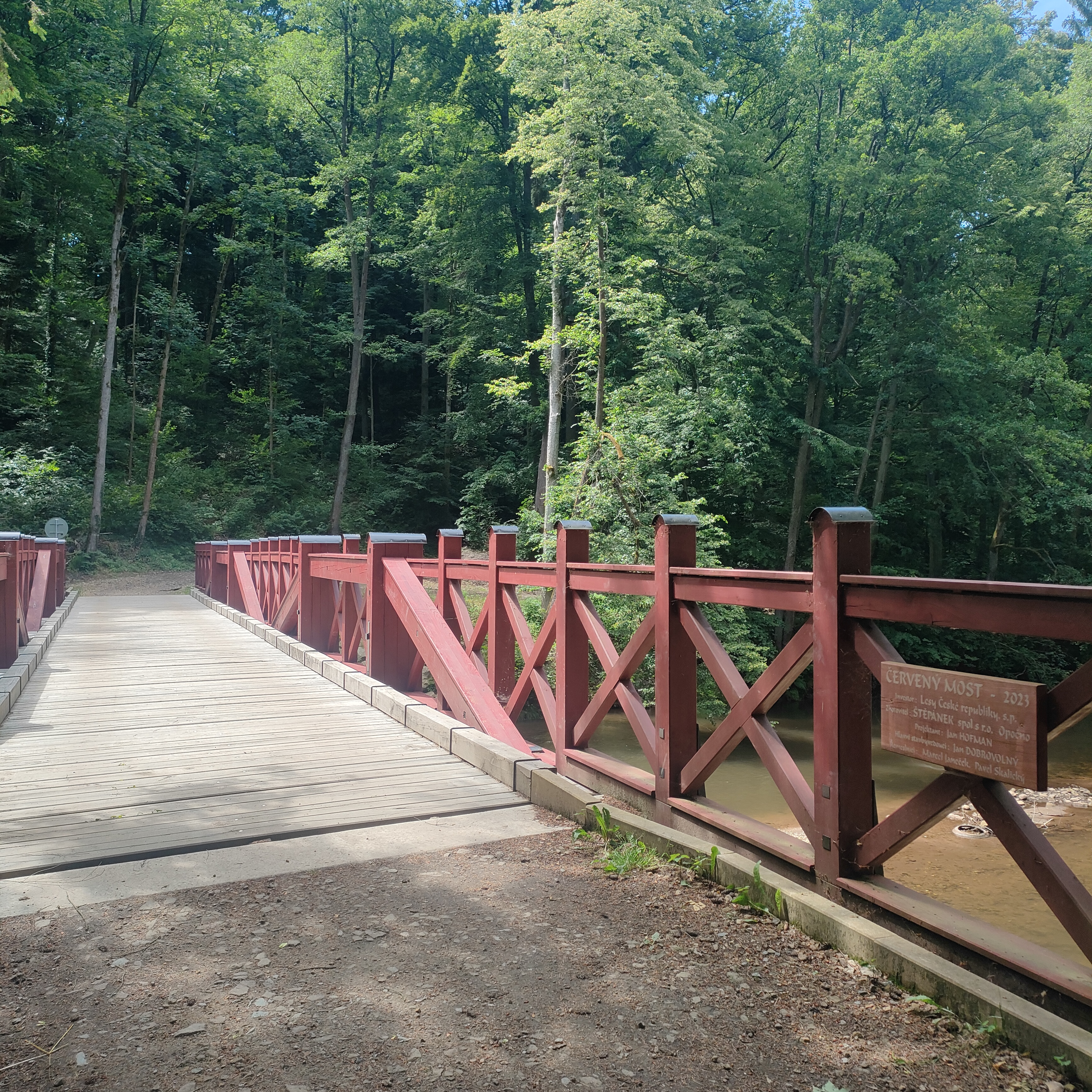
Červený most pod zříceninou hradu Rýzmburk
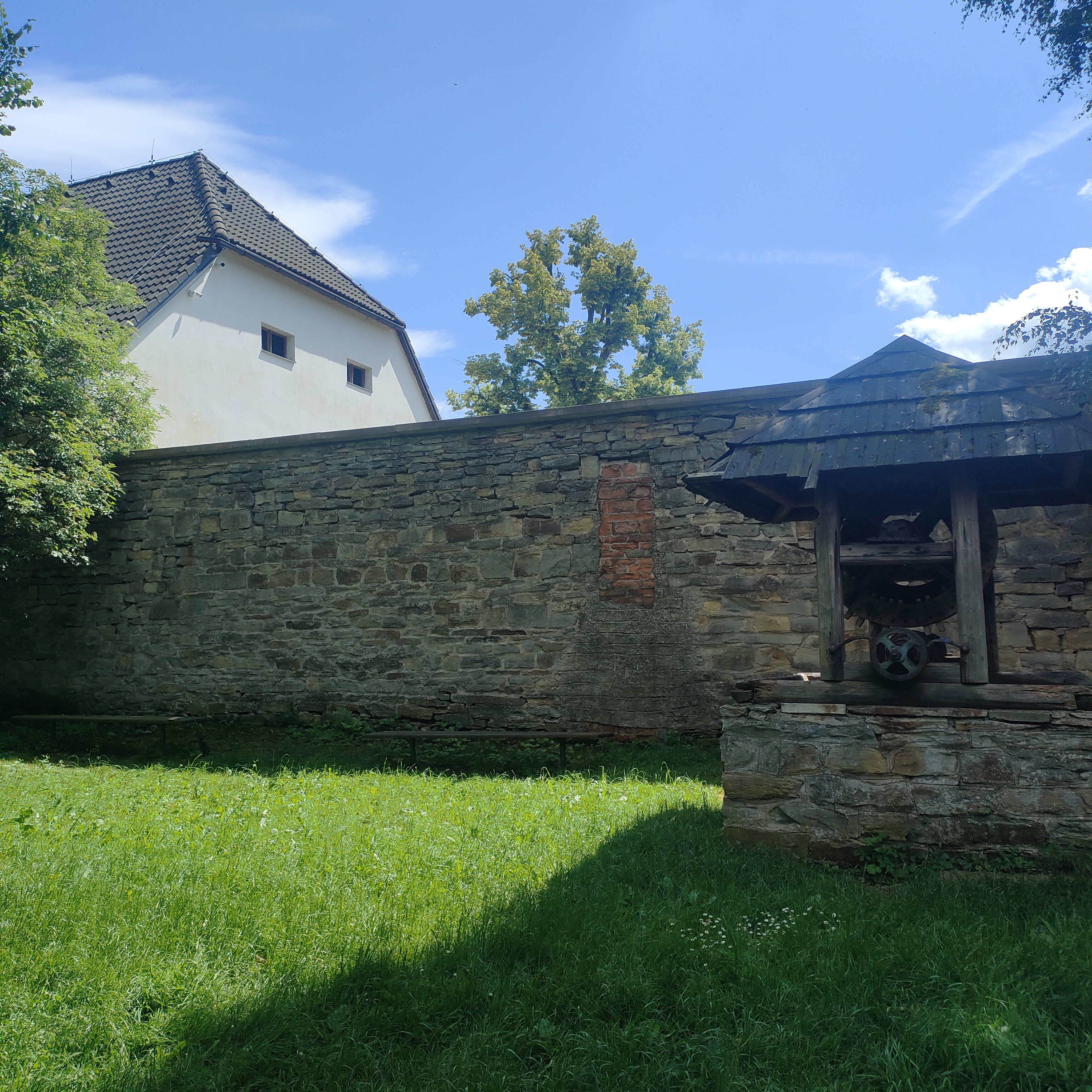
Historická studna u hradu Rýzmburk
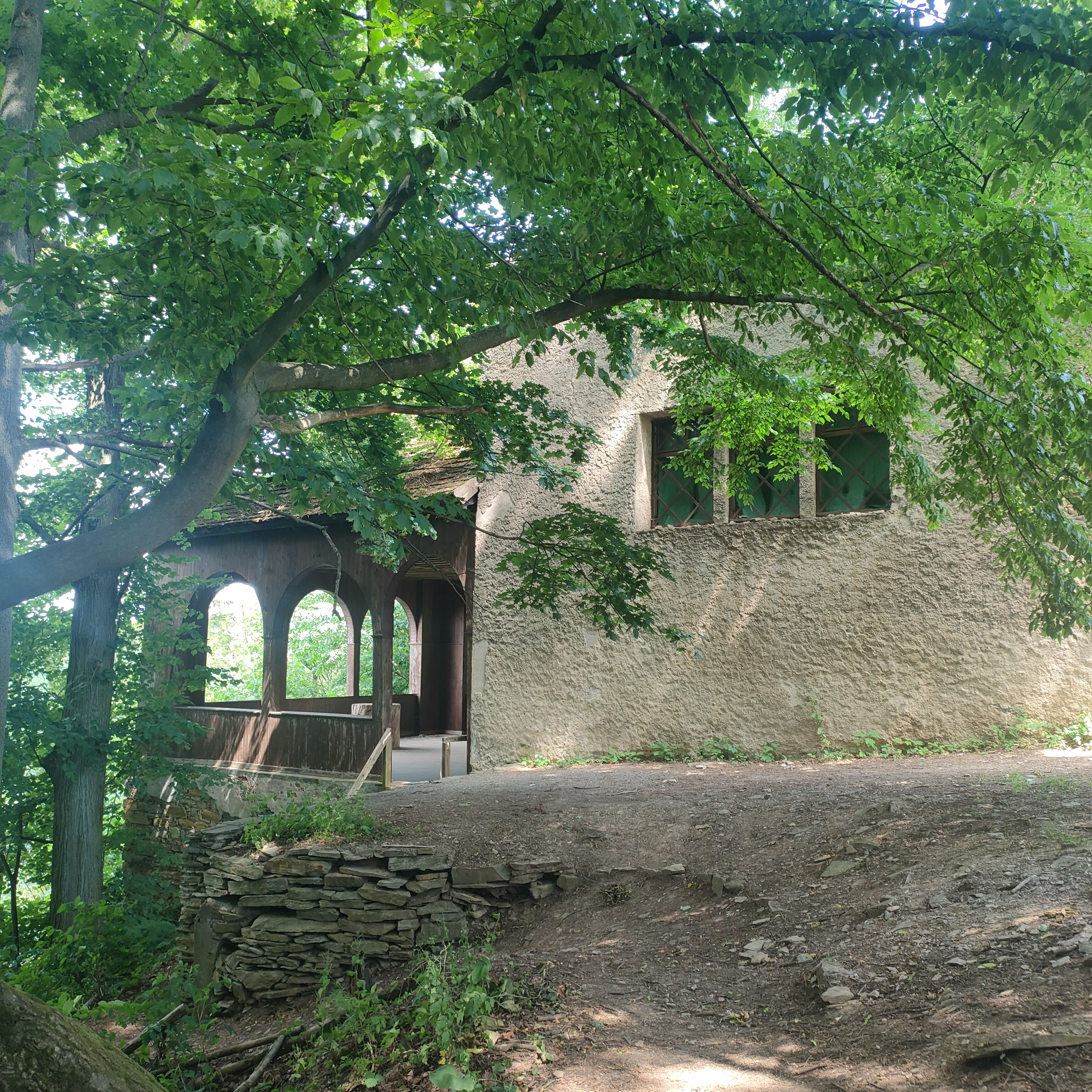
Pohled na vyhlídkový Rýzmburský altán